# Echinothrips americanus
Espèce
Echinothrips americanus est une espèce de Thrips de la famille des Thripidae. On le trouve en Amérique du Nord et en Europe.

## Biocontrôle
Echinothrips americanus est originaire de l’est des États-Unis, d’où il s’est propagé à travers le pays jusqu’en Floride, puis aux Bermudes et au Canada.  À son apparition, seules les cultures ornementales étaient affectées.
Aujourd’hui, des dégâts en cultures de poivrons, concombres et aubergines sont observés. Ce thrips devient un problème croissant et peut perturber la protection biologique contre les autres ravageurs en raison de la difficulté des auxiliaires à le combattre.
Comme seules certaines espèces végétales peuvent être endommagées, E. americanus peut, sans être détecté, se répandre dans les serres, à la faveur d’un grand nombre de plantes hôtes (dicotylédones, les monocotylédones). Il y est d’ailleurs souvent présent sur les mauvaises herbes.
L’espèce vit exclusivement sur feuille et bien que les plantes à feuilles coriaces soient ses préférées, d’autres peuvent toutefois l’abriter. Les traitements chimiques sont efficaces, mais jusqu’à présent la protection biologique rencontre des difficultés. En effet, les acariens prédateurs introduits pour contrôler les thrips ne sont pas de taille à s’attaquer aux larves d’E. americanus, plus grosses que celles des autres espèces, et n'explorent que rarement les feuilles les plus basses des plantes, où E. americanus se tient.
Selon une étude statistique sur une culture de Impatiens de Nouvelle-Guinée, l'efficacité du traitement sur les adultes après 3 applications sont le spinozade à 97 % de réduction de la population, le VERTIMEC à 91,3 %, le FUORO à 83 % et le MYCOTAL à base de Verticillium lecanii à 57 %. Sur larves, tous les produits ont montré une relativement bonne efficacité.

### L'étude statistique
La recherche qui a été faite s’inscrit dans la protection phytosanitaire contre Echinothrips americanus. Le problème attaqué est de comparer l’efficacité de différents traitements contre Echinothrips americanus sur une culture d’Impatiens de Nouvelle Guinée. Les différents modalités de traitement sont le témoin traité à l’eau claire, MYCOTAL, FUORO, spinozade, et VERTIMEC. C’est important de s’y intéresser pour voir quel produit serait le plus efficace pour traiter les plantes contre les thrips. Pour contribuer à le résoudre ou à le comprendre, 4 produits ont été étudiés pour lutter contre Echinothrips americanus et l’objectif ici est de tester leur efficacité.
L’expérimentation a été conduite en testant les 5 modalités de traitement pour 4 produits qui sont le FUORO, le spinozade, le MYCOTAL à base de Verticillium lecanii et le VERTIMEC, ainsi que le témoin traité à l’eau claire. Tous ces produits ont été appliqués à la dose de 1000 l/ha. L’essai a été réalisé dans la serre de la Vatine Horticole. Le comptage de thrips a été fait en laissant tremper 10 feuilles et 3 fleurs par plante pendant 24 à 48 heures dans un demi-litre d’eau contenant 1 à 2 gouttes de liquide vaisselle pour 2 litres d’eau. 300 Echinothrips americanus adultes ont été inoculés sur 80 plantes, soit entre 3 et 4 thrips par plante. Les plantes ont été réparties sur 5 tablettes avec 4 cages contenant 4 plantes chacune.
Les résultats ont montré que pour les Echinothrips americanus adultes, les produits du plus au moins efficace après 3 applications effectuées de chaque produit à 9 et 7 jours d’intervalle sont le spinozade avec 97% de réduction, le VERTIMEC avec 91,3%, le FUORO avec 83% et le Verticillium lecanii avec 57%. Sur les larves de thrips et les populations de Frankliniella occidentalis, tous les produits ont montré une relativement bonne efficacité et les populations sont réduites à zéro. Pour toutes les modalités, la chute des populations de larves du 15 octobre 2001 est peut-être due à un problème de trempage provoquant une explosion de larves qui sont plus fragiles que les adultes. Les quantités de Frankliniella occidentalis adultes étant faibles, l’analyse statistique n’a pas montré de différence entre les traitements. Les résultats révèlent que le Verticillium lecanii est à utiliser plutôt quand les taux d’infestation sont encore faibles.
En conclusion, sur les adultes, les produits du plus au moins efficaces sont le spinozade, le VERTIMEC, le FUORO et le Verticillium lecanii.

### Biologie

#### Cycle de développement
Le développement d’E. americanus dépend de la température et de la culture. L’humidité relative semble jouer un rôle moins important.
Au-dessous de 0 °C, seuls les stades de thrips les plus âgés peuvent survivre quelques heures. Ils sont donc incapables d’hiverner dehors dans les régions à climat tempéré. Au-dessous de 15 °C, les jeunes individus ne parviennent pas à achever leur développement et, au-dessus de 35 °C, aucun thrips ne survit. Lorsque les températures sont défavorables, les thrips ne pondent pratiquement pas et les œufs pondus n’éclosent généralement pas. Cependant, certains individus parviennent à survivre à une température avoisinant les 4 °C pendant deux semaines.

#### Biologie
Echinothrips americanus effectue entièrement son développement (de l’œuf à l’adulte) sur les feuilles des plantes. Les œufs sont pondus dans le tissu des feuilles tandis que les stades suivants occupent les faces inférieure et supérieure des feuilles.
La nymphose se produit sur les feuilles plutôt qu’au sol. Les (pré)nymphes restent immobiles à la surface des feuilles et ne se déplacent que lorsqu’elles sont dérangées.
Les adultes occupent aussi bien la face supérieure que la face inférieure des feuilles.

#### Morphologie
Larves, prénymphes et nymphes : blanches ou jaune clair et préfèrent la face inférieure des feuilles.

Adultes : cette espèce de thrips est relativement grande. Les mâles comme les femelles sont marron foncé à noir, avec une pigmentation orange entre les segments, et des ailes foncées à base blanche. Leur couleur permet de les distinguer des autres espèces de thrips fréquemment rencontrées sous serre. Deux espèces fréquemment confondues avec E. americanus sont occasionnellement rencontrées sous serre en cultures ornementales, Heliothrips haemorrhoidalis et Hercinothrips femoralis. Toutefois, les adultes de ce dernier possèdent des ailes rayées et H. haemorrhoidalis ne possède pas de rangée de cils noirs sur ses ailes.

#### Autres informations
Reproduction : sexuée ou asexuée.

Fécondité : approximativement 80 œufs par femelle pendant environ quarante jours, selon la culture.

Sexe ratio : Les populations d’E. americanus comprennent toujours plus de femelles que de mâles, mais le sexe ratio peut varier énormément selon les conditions.